# Мабилетса, Франс
Франс Ласси Мабилетса (англ. France Lassie Mabiletsa; род. 25 ноября 1962) — ботсванский боксёр, представитель полутяжёлой весовой категории. Выступал за сборную Ботсваны по боксу в первой половине 1990-х годов, серебряный призёр африканского первенства, бронзовый призёр Игр Содружества, участник летних Олимпийских игр в Барселоне.

## Биография
Франс Мабилетса родился 25 ноября 1962 года.
Первого серьёзного успеха на взрослом международном уровне добился в сезоне 1982 года, когда вошёл в основной состав ботсванской национальной сборной и побывал на чемпионате Восточной и Центральной Африки в Булавайо, откуда привёз награду серебряного достоинства, выигранную в зачёте полусредней весовой категории — в финале должен был встретиться с кенийцем Питером Ваниоке, но не вышел на этот поединок и занял второе место.
Благодаря череде удачных выступлений удостоился права защищать честь страны на летних Олимпийских играх 1992 года в Барселоне. Уже в стартовом поединке категории до 81 кг на стадии 1/16 финала встретился с американцем Монтеллом Гриффином, будущим чемпионом мира среди профессионалов, и уступил ему со счётом 4:10 — таким образом стразу же выбыл из борьбы за медали.
После барселонской Олимпиады Мабилетса ещё в течение некоторого времени оставался в составе боксёрской команды Ботсваны и продолжал принимать участие в крупнейших международных соревнованиях. Так, в 1994 году он выступил на Играх Содружества в Виктории — благополучно прошёл первых двоих соперников в полутяжёлом весе, представителя Танзании Пауло Мааселбе и Стивена Кёрка из Ирландии, тогда как в полуфинале со счётом 8:13 проиграл шотландцу Джону Уилсону — тем самым стал обладателем бронзовой медали.
Впоследствии не показывал сколько-нибудь значимых результатов на международной арене.